# Артдокфест
«Артдокфе́ст» — международный фестиваль авторского документального кино, представляющий документальные фильмы всех жанров и направлений. Учреждён в 2007 году дирекцией Национальной премии в области неигрового кино «Лавровая ветвь» АНО «Премия ЛАВР». «Артдокфест» проводится ежегодно в Москве, в первую декаду декабря. С 2014 года проходит также в Санкт-Петербурге и Риге (Латвия) в рамках международного фестиваля «Riga IFF».

## Формат
К участию в конкурсной программе «Артдокфест» допускаются фильмы, снятые на русском языке или языках народов России, снятые в любой стране мира; фильмы российских авторов или российского производства на любом языке мира. Предпочтение отдается фильмам, чьи авторы ставят перед собой задачу развития киноязыка документального кино и российская премьера которых состоится на «Артдокфесте».
В рамках фестиваля проходит не менее пяти специальных программ. С 2011 года совместно с международной учебной программой в области развития и маркетинга документальных фильмов Драгон Форум проводится «тренинг-питчинг».
К фестивалю привлекается широкая зрительская аудитория: ежегодно его посещает около 20 000 зрителей. По результатам профессионального рейтинга КиноСоюза «Артдокфест» в 2011 и 2012 году занял второе место, а в 2013 году первое, среди всех российских кинофестивалей игрового, анимационного и документального кино.

## Дирекция фестиваля
- Президент фестиваля — член Российской академии телевидения ТЭФИ, член Российской киноакадемии Ника, кинорежиссёр и продюсер Виталий Манский.
- Программный директор — кинокритик, представитель IDFA в России Виктория Белопольская.
- Исполнительный продюсер — член КиноСоюза, генеральный директор студии «Вертов. Реальное кино» Наталья Манская.

## Жюри

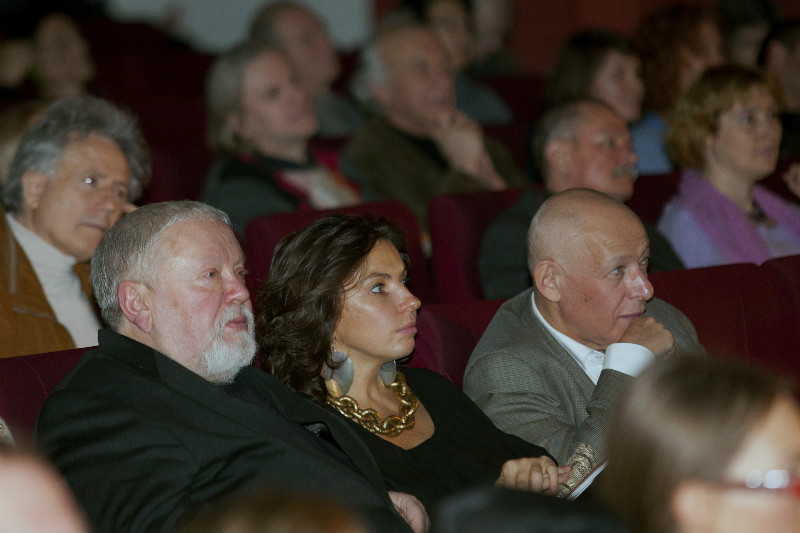
Сергей Соловьёв, Наталья Синдеева, Иосиф Бакштейн, 2010

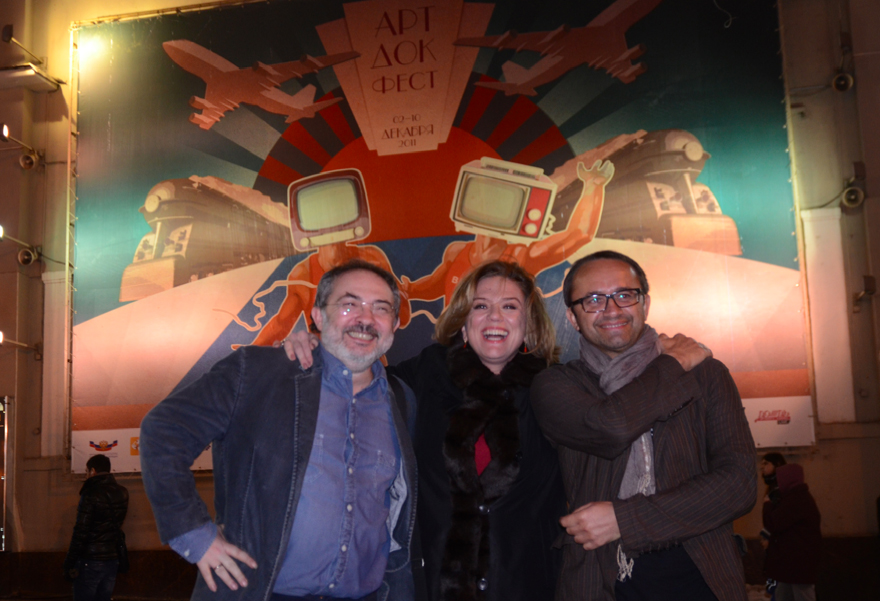
Марат Гельман, Светлана Сорокина, Андрей Звягинцев, 2011

Андрей Смирнов, Ирена Лесневская, Александр Архангельский, 2012

- 2007 г. — Дмитрий Быков (председатель), Айдан Салахова, Борис Юхананов
- 2008 г. — Александр Роднянский (председатель), Татьяна Друбич, Олег Кулик
- 2009 г. — Даниил Дондурей (председатель), Анатолий Васильев, Марианна Максимовская
- 2010 г. — Сергей Соловьёв (председатель), Иосиф Бакштейн, Наталья Синдеева
- 2011 г. — Андрей Звягинцев (председатель), Марат Гельман, Светлана Сорокина
- 2012 г. — Андрей Смирнов (председатель), Александр Архангельский, Ирена Лесневская
- 2013 г. — Павел Лунгин (председатель), Ирина Прохорова, Вася Обломов
- 2014 г. — Александр Митта (председатель), Константин Богомолов, Андрей Бильжо
- 2015 г. — Гарри Бардин (председатель), Павел Каплевич, Андрей Мовчан
- 2016 г. — Александр Гельман (председатель), Михаил Алдашин, Борис Минаев
- 2017 г. — Сергей Казарновский (председатель), Наталья Барбье, Вера Полозкова[5]
- 2018 г. — Зара Абдуллаева (председатель), Алвис Херманис, Галина Тимченко[6]
- 2019 г. — Роман Балаян, Абрам Клёцкин, Жанна Немцова[7]
- 2020 г. — Алиса Ганиева, Дмитрий Врубель, Филип Ремунда[8]
- 2021 г. — Антон Долин, Дита Риетума, Артемий Троицкий[9]
- 2022 г. — Дмитрий Муратов, Тиина Локк, Виктор Ерофеев, Али Деркс[10]

## Призы
По итогам фестиваля вручаются: гран-при фестиваля «Артдокфест» — «Киноглаз Вертова» (скульптор Вадим Кириллов), а также приз «Киноглаз» лучшему полнометражному документальному фильму и Специальный приз жюри. Допускается вручение Диплома жюри (специальное упоминание жюри).
Призы иных жюри и общественных организаций не предусмотрены.
В 2012 г. был учреждён приз для второй по статусу программы фестиваля — «Среда». Его вручал Центр документального кино DOC, а в состав жюри вошли: директор Центра документального кино DOC Софья Гудкова, глава холдинга РИА Новости Светлана Миронюк, автор документальных фильмов, ведущая проекта «Открытый показ» Катерина Гордеева, журналист Александр Уржанов.
Также в 2012 г. в тестовом режиме прошло голосование участников группы Ардокфест в социальной сети Facebook, которые голосовали за победителя конкурсной программы фестиваля по версии зрителей. По итогам этого голосования победил фильм «Тагикакс — мы были китобоями» («Tagikaks — Once Were Hunters» (Финляндия), автор сценария и режиссёр Кира Яскелайнен.
В 2013 г. фестиваль «Артдокфест» решил не проходить мимо неигровых фильмов, официально размещенных в интернете или сделанных специально для всемирной паутины, и объявил о создании новой конкурсной программы — «АртдокСеть». Призом победителю программы стала статуэтка, купленная в интернете, а вручать её решено было вместе с основными призами фестиваля на церемонии закрытия. В программу «АртдокСеть» экспертным жюри фестиваля было отобрано двенадцать документальных картин, размещенных в интернете в свободном доступе. Проголосовать за понравившийся фильм мог любой из участников открытой группы Артдокфест в социальной сети Facebook. Победителем стал фильм Сергея Грека «Время».
Конкурс в программе «Среда» в 2013 г. не проводился.
При открытом голосовании в сети остаётся проблема дружеского голосования.

## Конфликт с министром культуры РФ В. Мединским
19 ноября 2014 года глава министерства культуры РФ Владимир Мединский сообщил об отказе оказывать государственную поддержку проектам Виталия Манского, в том числе и «Артдокфесту». Причиной, по словам чиновника, стало то, что режиссёр наговорил «антигосударственных вещей», суть антигосударственности которых, впрочем, он так и не назвал. Чиновник сказал: «Пока я министр культуры, ни один из проектов Манского поддержан не будет. Я буду накладывать вето на любое решение любых экспертных советов Минкультуры. Манский не имеет права просить денег у государства, с позицией которого не согласен».
Ранее фестиваль обращался в Минкультуры за государственной поддержкой на миллион рублей. Минкульт «молчаливо отказал», не называя причин, после чего организаторы объявили о сборе средств через Интернет.
Гильдия неигрового кино и телевидения выпустила заявление, в котором выразила обеспокоенность судьбой фестиваля документального кино «Артдокфест» и позицией министра культуры РФ Владимира Мединского, мотивировку которой охарактеризовала как «некорректную, неконструктивную и опасную».

## «Артдокфест» 2014 года

Плакат фестиваля, 2014

2014 год стал во многом знаковым для фестиваля «Артдокфест». В этом году фестиваль изменил свой статус с открытого российского на международный. При этом критерии отбора и политика фестиваля остались прежними. Фестиваль впервые проходил в условиях изменённого российского законодательства, по которому фильмы российского производства с матом не могут быть показаны публично, а также без обязательного прокатного удостоверения, даже в условиях кинофестиваля или непрокатных показов, что для документального кино фактически является цензурой. В этом году Артдокфест проходил сразу в трёх городах: в Москве, Санкт-Петербурге и Риге.
Основной площадкой фестиваля, как и в прошлые годы, стала Москва. Кинотеатр «Горизонт» впервые принял «Артдокфест». Привычный к/т «Художественный», ставший за многие годы домом фестиваля, закрыт на реконструкцию. Второй московской площадкой фестиваля стал к/т «Фитиль». Фестиваль проходил с 9 по 17 декабря 2014 года. Одновременно с Москвой конкурсная программа «Артдокфеста» шла в Санкт-Петербурге, в «Кино&Театре» в отеле «Англетер» и в музее современного искусства «Эрарта».
Также смешанная программа из шести фильмов «Артдокфеста» 2013-го и 2014 годов открыла секцию документального кино Первого международного рижского кинофестиваля, проходившего с 2 по 12 декабря. Фильмом открытия «Артдокфеста» 2014 года и Riga IFF стал фильм Герца Франка и Марии Кравченко «На пороге страха».
В 2014 году Министерство культуры РФ отказало фестивалю «Артдокфест» в финансировании. Часть средств на проведение фестиваля впервые собирали на краундфайдинговой платформе Planeta.ru.
«Артдокфест» 2014 года не прошёл мимо событий на Украине. В конкурсной программе и программе «Среда» было показано несколько фильмов, посвященных современным украинским событиям. Также на фестивале прошла специальная программа «Украина не Россия», включившая в себя широкий диапазон фильмов от картин классиков Дзиги Вертова и Александра Довженко до современного кино 90-x и 2000-x. В рамках этой программы прошла российская премьера фильма Сергея Лозницы «Майдан».
В 2014 году впервые не было трансляции закрытия фестиваля на телеканале СТС. Съёмки закрытия проводились собственными силами фестиваля и транслировались телеканалом «Дождь».

## «Артдокфест» 2015 года

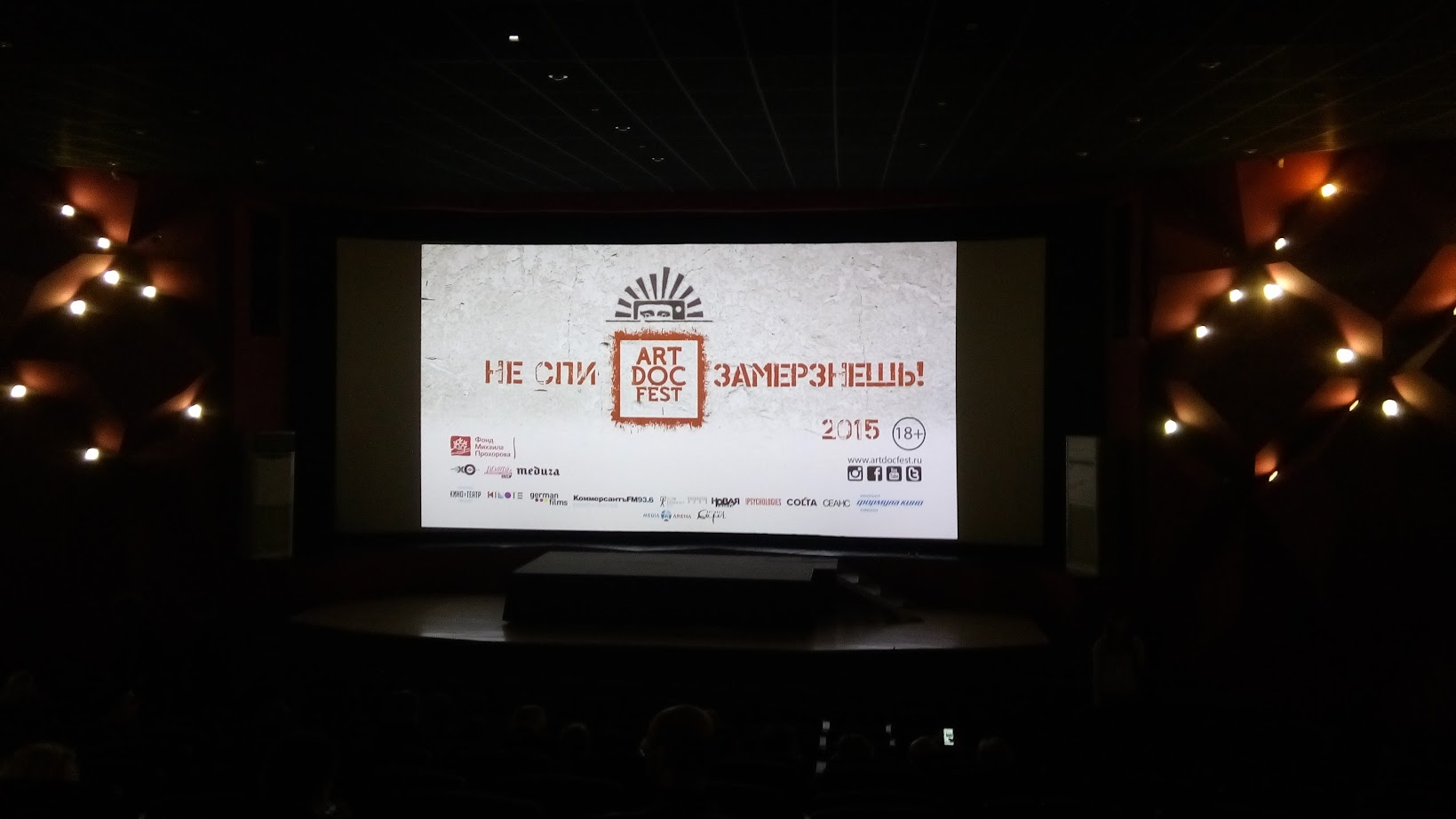
2015 год

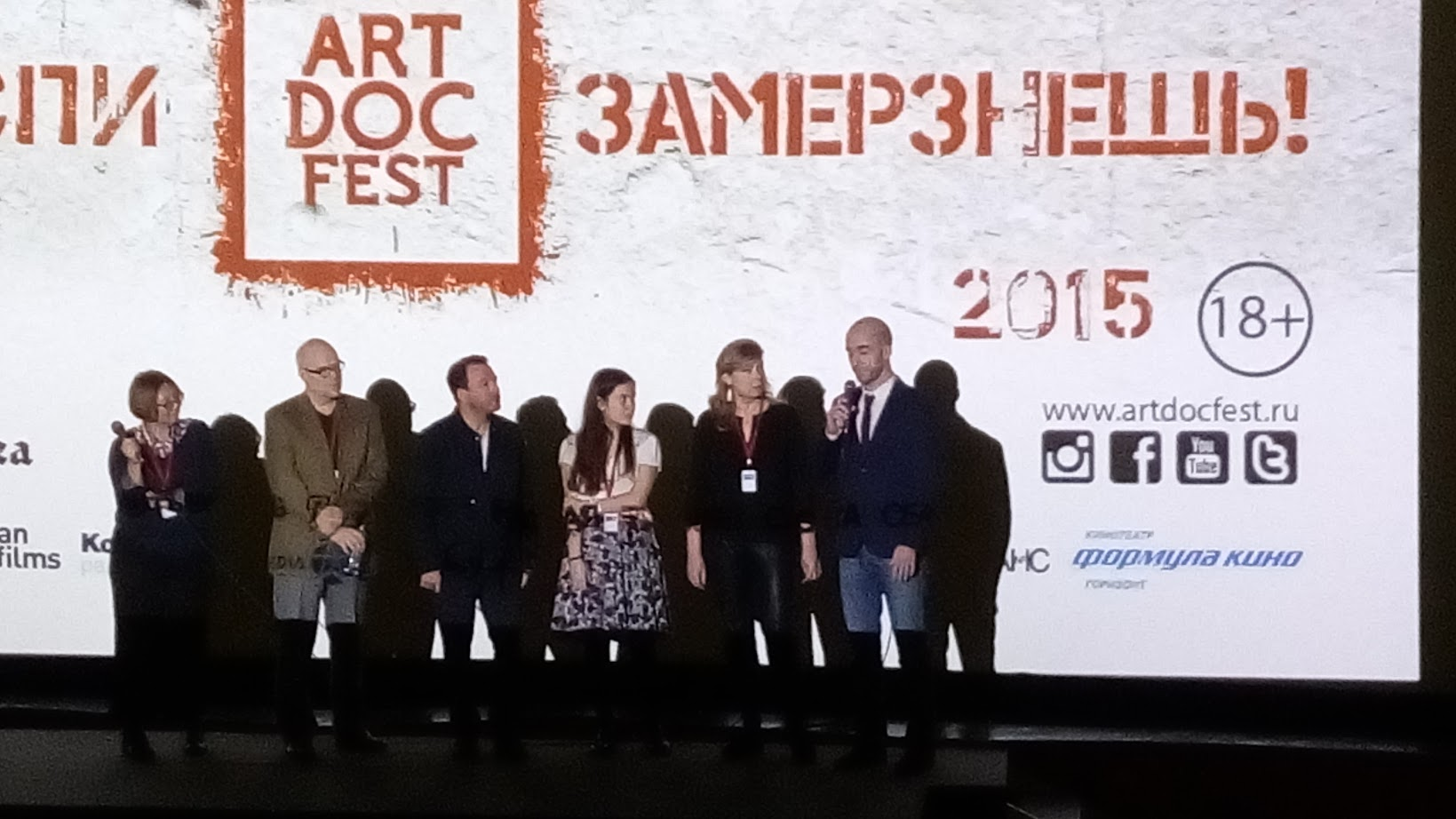
2015 год

Фестивальный марафон «Артдокфест» 2015 года начался со смешанной короткой программы из восьми документальных фильмов, показанных в рамках фестиваля Riga IFF, который проходил в Риге (Латвия) с 15 по 25 октября 2015 года. Большинство фильмов программы — это картины, показ которых в России невозможен или мог бы не состоятся из-за опасности для героев и авторов, из-за российской цензуры, российского законодательства. Так, например, авторы картины «Эффект домино» боялись показывать свой фильм в Москве в рамках конкурсной программы «Артдокфест», опасаясь за судьбу героя картины — председателя государственного комитета Республики Абхазия по делам молодежи и спорта Рафаэля Ампара. А фильм «Грозный блюз», показанный на Riga IFF, был снят с показов в Москве по решению авторов картины. Так же 10 октября 2015 года в СМИ появились сообщения о похищении в Чечне одной из героинь фильма «Грозный блюз».
В 2015 году начал свой работу онлайн-кинотеатр «Артдокфест». Онлайн показы попытались максимально приблизить по форме к фестивальным показам — точно назначенное время сеанса, ограниченное количество электронных билетов, имитация занятых мест по купленным билетам на электронном плане зала. За основу был взят опыт Венецианского кинофестиваля.
В Москве и Санкт-Петербурге фестиваль проходил с 8 по 16 декабря. Фильмом открытия стала картина Сергея Лозницы «Событие» об августе 1991 года в Ленинграде. В Санкт-Петербурге была показана вся конкурсная программа и семь фильмов из параллельных программ. В Москве были показаны 145 фильмов в девяти программах фестиваля.
Церемония закрытия фестиваля в Москве впервые транслировалось в прямом онлайн-эфире на портале «Медуза» и было организовано компанией MediaArena. Церемония закрытия Артдокфест никогда не предполагала фильма закрытия. Но в 2015 году, интернет-зрители после окончания трансляции смогли посмотреть картину, из конкурсной программы «Артдокфест» 2015 г. «Самовыдвиженка» (реж. Юлия Киселёва), удостоенную упоминания жюри.

## «Артдокфест» 2017 года
Начало Артдокфеста 2017 года было намечено на 6 декабря. В программу включены фильмы «Процесс» Аскольда Курова, «Сокровище Тарзана» Александра Соломона, «Король Лир» Дениса Клеблеева, «Наследство» Катерины Свешниковой, «Стена» Дмитрия Боголюбова, «Экстремисты» Алексея Тихомирова, «Андрей Звягинцев. Режиссёр» Дмитрия Рудакова, «ВоваНина» Натальи Назаровой, «Куба и оператор» Джона Элперта, «КВН: свидетельство о рождении» Инны Ткаченко.
В программу фестиваля 2017 были включены несколько фильмов о вооружённом конфликте на востоке Украины, в частности, фильм, посвящённый батальону «Азов», снятый с точки зрения властей Украины — «Война ради мира» (укр. «Війна заради миру»). В фильме и его рекламных материалах присутствует символика батальона «Азов», а главными героями повествования являются участники военных действий из батальона «Азов», в связи с чем информационное агентство REGNUM заявило о прекращении партнёрства с фестивалем, а ряд депутатов Государственной думы России, в том числе заместитель председателя Думы Пётр Толстой обратились в Генеральную прокуратуру России с запросом проверки на наличие в действиях организаторов фестиваля состава преступления «пропаганда нацизма» (статьи 205.2 и 280 Уголовного кодекса РФ). В конце ноября организаторы отменили показ фильма.
7 декабря 2017 за несколько часов до показа, без объяснения причин, по звонку, администрацией кинотеатра был запрещён к показу фильм «Мустафа» украинского режиссёра Эрнеса Сарыхалилова, архивная картина, снятая в 2016 году о советском диссиденте и уполномоченном Президента Украины по делам крымскотатарского народa Мустафе Джемилеве. Через несколько дней авторы картины выложили фильм в открытый доступ.
10 декабря 2017 года активисты движения SERB сорвали показ фильма Беаты Бубенец «Полёт пули» о вооружённом конфликте на востоке Украины. Фильм о бойцах батальона «Айдар» длится 84 минуты, снят одним кадром без монтажных склеек и не содержит закадрового текста. «Фильму, прославляющему убийц русских, в России не бывать» — позднее заявил лидер движения Игорь Бекетов (Гоша Тарасевич). Но фильма он не видел, так что на каком основании сделаны подобные выводы не ясно. Активисты движения SERB вошли в зал во время показа, закрыли курткой луч проектора, кричали, в зале была разлита некая жидкость с сильным, едким запахом от которого кружилась голова и тошнило, полиция приняла решение вывести всех зрителей из зала, в фойе перед залом все время продолжалась перепалка, один из активистов пытался скинуть девушку-зрителя с балкона третьего этажа к/т Октябрь. Сотрудники Омона находившейся в этот момент на этаже не предприняли никаких действий пока не подошло усиление. Также полиция не препятствовала проникновению активистов движения SERB в большом количестве в кинотеатр, хотя полицейские пазики стояли у кинотеатра с самого утра.
Также никто из противников картин «Полёт пули», «Война ради мира» и «Мустафа» либо вообще не видели фильмов («Война ради мира» и «Мустафа» были запрещены до показов и без запроса на предоставление копий), либо отказались смотреть фильм от начала и до конца (один из двух сеансов фильма «Полёт пули» не был сорван).

## «Артдокфест» 2019 года
Впервые в истории фестиваля победитель выбирался и награждался в Риге (президент фестиваля Виталий Манский заявил, что к этому его вынудила политическая ситуация в России).
Гран-при получила картина Ксении Охапкиной «Бессмертный», посвящённая деятельности детско-юношеского военно-патриотического движения «Юнармия» в городе Апатиты. Приз за лучшую режиссуру вручили белорусскому режиссёру Максиму Шведу за фильм «Чистое искусство».
 Специальный приз жюри достался Алине Рудницкой за ленту «Школа соблазнения».
В конкурсной программе «АртдокСеть» главным призом была отмечена картина «Исход» режиссёра Николая Наседкина. Специальный приз жюри конкурса «АртдокСеть» получила картина «27 Секунд памяти» российско-чешского режиссёра Ивана Качалина рассказывающая о последствиях годовщины террористического акта на Дубровке в октябре 2002 года.

## «Артдокфест» 2022 года
Накануне проведения фестиваля в Москве власти отменили его открытие, а основателя Виталия Манского облили краской, предположительно, активисты провластного движения «НОД». После этого было принято решение больше не проводить фестиваль при действующем политическом режиме.

## Призёры «Артдокфеста»
| Год                                        | Номинация | Фильм                                                      | Режиссёр                                                                        | Производство                                                         | Страна производства                  |
| ------------------------------------------ | --- | ---------------------------------------------------------- | ------------------------------------------------------------------------------- | -------------------------------------------------------------------- | ------------------------------------ |
| 2007 г.                                    | Гран-при | Не страшно                                                 | Светлана Фёдорова                                                               | Студия «СевЗапКино», Санкт-Петербургский государственный университет | Россия                               |
| 2008 г.                                    | |                                                            |                                                                                 |                                                                      |                                      |
| Гран-при                                   | Следующее воскресенье | Олег Морозов                                               |                                                                                 | Россия                                                               |                                      |
| Лучший полнометражный фильм                | Идише мама | Фима Шлик, Геннадий Кучук                                  |                                                                                 | Израиль                                                              |                                      |
| Лучший короткометражный фильм              | Прыжок | Таисия Решетникова                                         | Всероссийский государственный университет кинематографии имени С. А. Герасимова | Россия                                                               |                                      |
| Диплом жюри                                | Мальки и мамки | Александр Расторгуев, Сусанна Баранжиева                   | Студия «Кино»                                                                   | Россия                                                               |                                      |
| 2009 г.                                    | |                                                            |                                                                                 |                                                                      |                                      |
| Гран-при                                   | Саня и Воробей | Андрей Грязев                                              |                                                                                 | Россия                                                               |                                      |
| Лучший полнометражный фильм                | Части тела | Мария Кравченко                                            | Студия «Остров», Студия «Первое кино»                                           | Россия                                                               |                                      |
| Лучший короткометражный фильм              | Долгая дорога домой | Александр Горелик                                          | Санкт-Петербургский государственный университет кино и телевидения              | Россия                                                               |                                      |
| 2010 г.                                    | |                                                            |                                                                                 |                                                                      |                                      |
| Гран-при                                   | Outro | Юлия Панасенко                                             | Киностудия «VEDA»                                                               | Россия                                                               |                                      |
| Лучший полнометражный фильм                | Танкоград | Борис Бертрам                                              | Barok Film A/S                                                                  | Дания                                                                |                                      |
| Лучший короткометражный фильм              | Трамвайный проспект | София Гевейлер                                             | Всероссийский государственный университет кинематографии имени С. А. Герасимова | Россия                                                               |                                      |
| 2011 г.                                    | |                                                            |                                                                                 |                                                                      |                                      |
| Гран-при                                   | Милана | Мадина Мустафина                                           | Высшая школа журналистики при ВШЭ, Мастерская М. Разбежкиной и М. Угарова       | Казахстан                                                            |                                      |
| Лучший полнометражный фильм                | Гагаринлэнд | Владимир Козлов                                            | Les Docs du Nord, Les films de la Castagne                                      | Франция                                                              |                                      |
| Специальный приз жюри                      | 900 дней | Джессика Гортер                                            | Zeppers Film & TV, Interkerkelijke Omroep Nederland (IKON)                      | Нидерланды                                                           |                                      |
| Диплом жюри                                | «Остановите поезд (Всё будет зашибись)»                                                                                    | Влад Резниченко                                            | АНО «Киновидеостудия „Риск“»                                                    | Россия                                                               |                                      |
| 2012 г.                                    | |                                                            |                                                                                 |                                                                      |                                      |
| Гран-при                                   | A была любовь / Once there was love                                                                                        | Хокан Пьенёвски, Коге Йонссон                              | AMP Film                                                                        | Швеция                                                               |                                      |
| Лучший полнометражный фильм                | 31-й рейс | Денис Клеблеев                                             | Мастерская Марины Разбежкиной                                                   | Россия                                                               |                                      |
| Специальный приз жюри                      | Марш! Марш! Левой! | Евгения Монтанья Ибаньес                                   |                                                                                 | Россия                                                               |                                      |
| Упоминание жюри                            | Нам нужно счастье | Алексей Янковский                                          | Les Films d’ici, киновидеостудия «Берег»                                        | Россия, Франция                                                      |                                      |
| 2013 г.                                    | |                                                            |                                                                                 |                                                                      |                                      |
| Гран-при                                   | Кровь | Алина Рудницкая                                            |                                                                                 | Россия                                                               |                                      |
| Лучший полнометражный фильм                | Последний лимузин | Дарья Хлёсткина                                            | Мастерская Марины Разбежкиной                                                   | Россия                                                               |                                      |
| Специальный приз жюри                      | Морфология | Инна Лесина                                                | Мастерская Марины Разбежкиной                                                   | Россия                                                               |                                      |
| Упоминание жюри                            | Ещё чуток, мрази | Мадина Мустафина                                           |                                                                                 | Казахстан                                                            |                                      |
| 2014 г.                                    | |                                                            |                                                                                 |                                                                      |                                      |
| Гран-при                                   | Человек живёт для лучшего / Something Better To Come                                                                       | Ханна Полак                                                | Danish Documentary Production                                                   | Дания, Польша                                                        |                                      |
| Лучший полнометражный фильм                | Грумант. Остров коммунизма                                                                                                 | Иван Твердовский (старший)                                 | Студия «Точка зрения»                                                           | Россия                                                               |                                      |
| Специальный приз жюри                      | На краю | Анна Шишова                                                | Центр Национального Фильма                                                      | Россия                                                               |                                      |
| Упоминание жюри                            | ДНР. Удивительная история самодельной страны / The Donetsk People’s Republic (or the curious tale of the handmade country) | Энтони Баттс                                               | Rogue Fish Films                                                                | Великобритания                                                       |                                      |
| 2015 г.                                    | |                                                            |                                                                                 |                                                                      |                                      |
| Гран-при                                   | Крокодил Геннадий | Стив Хувер                                                 | Animal                                                                          | США                                                                  |                                      |
| Лучший полнометражный фильм                | Чечен | Беата Бубенец                                              | Мастерская Марины Разбежкиной                                                   | Россия                                                               |                                      |
| Специальный приз жюри                      | Саламанка | Руслан Федотов, Саша Кулак                                 | «Studio Stereotactic»                                                           | Россия, Белоруссия                                                   |                                      |
| Упоминание жюри                            | Самовыдвиженка | Юлия Киселёва                                              | Киновидеостудия «Риск»                                                          | Россия                                                               |                                      |
| Артдоксеть                                 | Чайка | Алексей Навальный                                          | ФБК                                                                             | Россия                                                               |                                      |
| 2016 г.                                    | |                                                            |                                                                                 |                                                                      |                                      |
| Гран-при                                   | ОСВОБОЖДЕНИЕ: Интсрукция по применению / We’ll Be Alright                                                                  | Александр Кузнецов                                         | Petit à petit                                                                   | Россия, Франция                                                      |                                      |
| Лучший полнометражный фильм                | Убеждения | Татьяна Чистова                                            | ETHNOFUND (Фонд этногеографических исследований), Impakt film                   | Россия                                                               |                                      |
| Специальный приз жюри                      | Кредит на убийство / Credit for Muder                                                                                      | Влади Антоневич                                            | «Mockofiction»                                                                  | Израиль                                                              |                                      |
| Упоминание жюри                            | Голая жизнь / Pavlensky. Life naked                                                                                        | Дарья Хренова                                              | «Волшебная гора», «Фонд Этногеографических исследований», EGOMEDIA              | Россия, Латвия                                                       |                                      |
| Артдоксеть                                 | Серый | Борис Уткин                                                |                                                                                 | Россия                                                               |                                      |
| 2017 г.                                    | |                                                            |                                                                                 |                                                                      |                                      |
| Гран-при                                   | Любовь — это картошка / Love Is Potatoes (Liefde Is Aardappelen)                                                           | Алена ван дер Хорст                                        | Zeppers Film                                                                    | Нидерланды                                                           |                                      |
| Лучший полнометражный фильм                | Пятёрка | Михаил Горобчук                                            | Михаил Горобчук                                                                 | Россия                                                               |                                      |
| Специальный приз жюри                      | Обезьяна, страус и могила / Monkey, Ostrich and Grave                                                                      | Олег Мавроматти                                            | supernova                                                                       | Израиль, США, Болгария                                               |                                      |
| Диплом жюри                                | Кино для Карлоса / Film for Carlos                                                                                         | Ренато Боррайо Серрано                                     | Школа документального кино и театра Марины Разбежкиной и Михаила Угарова        | Россия                                                               |                                      |
| Артдоксеть                                 | Жёны | Алёна Суранова                                             |                                                                                 | Россия                                                               |                                      |
| 2018 г.                                    | |                                                            |                                                                                 |                                                                      |                                      |
| Гран-при                                   | Лай собак вдалеке | Симон Леренг Вильмонт                                      | Final Cut for Real, STORY, Mouka Filmi                                          | Дания, Швеция, Финляндия                                             |                                      |
| Лучший полнометражный документальный фильм | Дельта | Александр Течинский                                        | Honest Fish Documentary Stories, Magika Films, Factura Films                    | Украина                                                              |                                      |
| Специальный приз жюри                      | Едоки картофеля | Дина Баринова                                              | Студия Марины Разбежкиной                                                       | Россия                                                               |                                      |
| Диплом жюри                                | Домашние игры | Алиса Коваленко                                            | East Roads Films                                                                | Украина                                                              |                                      |
| Гран-при Артдоксеть                        | Возраст несогласия | Андрей Лошак                                               | Телеканал «Дождь»                                                               | Россия                                                               |                                      |
| Специальный приз жюри Артдоксеть           | Дело Шери | Таня Баженова                                              |                                                                                 | Россия                                                               |                                      |
| Специальный приз жюри Артдоксеть           | В поисках Пуругвая | Мария Павлова                                              | Радио Свобода                                                                   | Россия                                                               |                                      |
| 2019 г.                                    | |                                                            |                                                                                 |                                                                      |                                      |
| Гран-при                                   | Бессмертный | Ксения Охапкина                                            | Vesilind                                                                        | Эстония, Латвия                                                      |                                      |
| Приз за лучшую режиссуру                   | Чистое искусство | Максим Швед                                                | Square Film Studio, Volia Films                                                 | Польша, Белоруссия                                                   |                                      |
| Специальный приз жюри                      | Школа соблазнения | Алина Рудницкая                                            | Danish Documentary                                                              | Дания                                                                |                                      |
| Специальное упоминание жюри                | Государственные похороны                                                                                                   | Сергей Лозница                                             | ATOMS & VOID                                                                    | Нидерланды, Литва                                                    |                                      |
| Специальное упоминание жюри                | Даймохк | Маша Новикова                                              | Cerutti Film                                                                    | Нидерланды                                                           |                                      |
| Гран-при Артдоксеть                        | Исход | Николай Наседкин                                           |                                                                                 | Россия                                                               |                                      |
| Специальный приз жюри Артдоксеть           | 27 Секунд памяти | Иван Качалин                                               | Кинокомпания CineFOG                                                            | Россия, Нидерланды, Чехия, Украина                                   |                                      |
| 2020 г.                                    | Гран-при Артдоксеть | Они тоже мечтали                                           | Александр Фёдоров                                                               | BAD PLANET                                                           | Россия                               |
| 2020 г.                                    | Лучший дебют Артдоксеть | Сказка для Наташи                                          | Александра Кононова                                                             |                                                                      | Россия                               |
| 2020 г.                                    | Приз зрителей Артдоксеть                                                                                                   | Белая кровь                                                | Михаил Генин                                                                    |                                                                      | Россия                               |
| 2020 г.                                    | Специальный приз жюри Артдоксеть                                                                                           | Спецы                                                      | Анна Драницына                                                                  |                                                                      | Россия                               |
| 2021 г.                                    | Гран-при | Тихий голос                                                | Река Валерик                                                                    | Dublin Films — Need Productions                                      | Франция                              |
| 2021 г.                                    | Лучшая режиссура | Гунда                                                      | Виктор Косаковский                                                              | Sant & Usant                                                         | Норвегия, США                        |
| 2021 г.                                    | Специальный приз жюри | Земля голубая, будто апельсин                              | Ирина Цилык                                                                     | Albatros Communicos, Moonmakers                                      | Украина, Литва                       |
| 2021 г.                                    | Упоминание жюри | Байконур. Вторжение                                        | Ангел Ангелов                                                                   | Digital Religion LLC                                                 | Украина                              |
| 2021 г.                                    | Главный приз «Балтийский фокус»                                                                                            | Тревожные воспоминания                                     | Элина Ланге-Ионатамишвили                                                       | Mistrus Media, Латвийская академия культуры (National Film School)   | Латвия                               |
| 2021 г.                                    | Лучшая режиссура «Балтийский фокус»                                                                                        | Прыжок                                                     | Гедре Жицките                                                                   | Moonmakers                                                           | Литва, Латвия, Франция               |
| 2021 г.                                    | Упоминание жюри «Балтийский фокус»                                                                                         | Одна жизнь                                                 | Мария Стоните                                                                   | Moonmakers                                                           | Литва                                |
| 2022 г.                                    | Гран-при | Остров                                                     | Светлана Родина, Лоран Ступ                                                     | DokLab GMBH                                                          | Швейцария                            |
| 2022 г.                                    | Лучшая режиссёрская работа                                                                                                 | Бабий край                                                 | Елена Жигаева                                                                   | Проект «Авось», Магнум Групп                                         | Россия                               |
| 2022 г.                                    | Специальный приз жюри | Жизнь Иванны Яптунэ                                        | Ренато Боррайо Серрано                                                          | Ethnofund Film Company                                               | Россия, Норвегия, Финляндия, Эстония |
| 2022 г.                                    | Упоминание жюри | Когда цветы не молчат                                      | Андрей Кутило                                                                   | Belsat                                                               | Польша                               |
| 2022 г.                                    | Упоминание жюри | Мара                                                       | Саша Кулак                                                                      | Les Steppes                                                          | Франция, Грузия                      |
| 2022 г.                                    | Упоминание жюри | Beyond the White                                           | Евгений Калачихин                                                               | Nina Bärmann                                                         | Германия                             |
| 2022 г.                                    | Гран-при и приз зрителей «АртдокСеть»                                                                                      | Страна в изгнании                                          | Мария Борзунова                                                                 | Телеканал «Дождь»                                                    | Россия                               |
| 2022 г.                                    | Лучшая режиссура «АртдокСеть»                                                                                              | Кандидатка в президентки                                   | Анна Немзер                                                                     | Телеканал «Дождь»                                                    | Россия                               |
| 2022 г.                                    | Приз зрителей «АртдокСеть»                                                                                                 | Кладбище империй: как «Талибан» оказался сильнее США       | Илья Варламов                                                                   |                                                                      | Россия                               |
| 2022 г.                                    | Приз зрителей «АртдокСеть»                                                                                                 | Лига мигрантов                                             | Алексей Смольянинов                                                             | Студия «Невиданный футбол»                                           | Россия                               |
| 2022 г.                                    | Специальный приз жюри «АртдокСеть»                                                                                         | Третья волна                                               | Константин Селин                                                                |                                                                      | Россия                               |
| 2022 г.                                    | Специальное упоминание жюри «АртдокСеть»                                                                                   | Карета подана                                              | Максим Пахомов                                                                  | Радио «Свобода»                                                      | Россия                               |
| 2022 г.                                    | Главный приз «Балтийский фокус»                                                                                            | Этот дождь никогда не закончится                           | Алина Горлова                                                                   | Tabor LTD                                                            | Украина, Латвия, Германия            |
| 2022 г.                                    | Лучшая режиссура «Балтийский фокус»                                                                                        | Выжить                                                     | Лара Милена Брозе, Килиан Армандо Фридрих                                       | Университет телевидения и кино Мюнхена                               | Германия                             |
| 2022 г.                                    | Специальный приз жюри «Балтийский фокус»                                                                                   | Побег                                                      | Йонас Поэр Расмуссен                                                            | Final Cut for Real, Sun Creature                                     | Дания, Франция, Швеция, Норвегия     |
| 2023 г.                                    | Гран-при | Манифест                                                   | Энджи Винчито                                                                   |                                                                      | Россия                               |
| 2023 г.                                    | Лучшая режиссёрская работа                                                                                                 | Ястреб размером с лошадь                                   | Саша Кулак                                                                      | Les Steppes Productions                                              | Франция                              |
| 2023 г.                                    | Специальный приз жюри | Дом из осколков                                            | Саймон Леренг Вильмонт                                                          | Final Cut for Real                                                   | Дания, Финляндия, Швеция, Украина    |
| 2023 г.                                    | Особое упоминание жюри | Как спасти мёртвого друга                                  | Маруся Сыроечковская                                                            | Docs Vostok, Sisyfos Film                                            | Швеция, Норвегия, Франция, Германия  |
| 2023 г.                                    | Особое упоминание жюри | Мы не погаснем                                             | Алиса Коваленко                                                                 | Trueman Production, East Roads Films, HAKA Films                     | Украина, Франция, Польша             |
| 2023 г.                                    | Гран-при «АртдокСеть» | Мариуполь. Реконструкция                                   | Светлана Лищинская                                                              | Телеканал «Настоящее Время»                                          | Украина                              |
| 2023 г.                                    | Лучшая режиссура «АртдокСеть»                                                                                              | Свидетель                                                  | Дмитрий Кубасов                                                                 | 17+4                                                                 | Россия                               |
| 2023 г.                                    | Специальный приз жюри «АртдокСеть»                                                                                         | Отец и сын                                                 | Коллектив авторов проекта «Признаки жизни»                                      | Радио «Свобода»                                                      | Россия                               |
| 2023 г.                                    | Специальное упоминание жюри «АртдокСеть»                                                                                   | Голод                                                      | Татьяна Сорокина                                                                |                                                                      | Россия                               |
| 2023 г.                                    | Приз зрителей «АртдокСеть»                                                                                                 | Голод                                                      | Татьяна Сорокина                                                                |                                                                      | Россия                               |
| 2023 г.                                    | Главный приз «Балтийский фокус»                                                                                            | Аполлония, Аполлония                                       | Леа Глоб                                                                        | Danish Documentary Production                                        | Дания, Польша                        |
| 2023 г.                                    | Лучшая режиссура «Балтийский фокус»                                                                                        | Йойоги                                                     | Макс Голомидов                                                                  | Volia Films, Allfilm, Kofuba                                         | Эстония                              |
| 2023 г.                                    | Специальный приз жюри «Балтийский фокус»                                                                                   | Караоке-рай                                                | Эйнари Паакканен                                                                | Napa Films                                                           | Финляндия                            |
| 2024 г.                                    | Гран-при | В зеркале заднего вида                                     | Мачек Хамела                                                                    | Pemplum, Affinity Cine                                               | Польша, Франция, Украина             |
| 2024 г.                                    | Лучшая режиссёрская работа                                                                                                 | Последний реликт                                           | Марианна Каат                                                                   | Baltic film Production                                               | Эстония, Норвегия                    |
| 2024 г.                                    | Специальный приз жюри | Случайный президент                                        | Майк Лернер, Мартин Херринг                                                     | Roast Beef Productions                                               | Великобритания                       |
| 2024 г.                                    | Особое упоминание жюри | Дело Дмитриева                                             | Джессика Гортер                                                                 | Zeppers film                                                         | Нидерланды                           |
| 2024 г.                                    | Особое упоминание жюри | Последнее лето                                             | Виталий Акимов                                                                  |                                                                      | Франция                              |
| 2024 г.                                    | Гран-при «АртдокСеть» | Посмотрите наверх                                          | Игорь Макаров, Александр Уржанов                                                | Narra                                                                | Германия                             |
| 2024 г.                                    | Лучшая режиссура «АртдокСеть»                                                                                              | Пентагон                                                   | Андрей Лошак                                                                    | Телеканал «Настоящее Время»                                          | США                                  |
| 2024 г.                                    | Приз зрителей «АртдокСеть»                                                                                                 | Встреча. Дневник                                           | Анатолий Бердюгин                                                               | Чайки                                                                | Россия, Грузия                       |
| 2024 г.                                    | Специальный приз жюри «АртдокСеть»                                                                                         | Хоровод. Русь извиняющаяся                                 | Филя Пресненский, Карина Октябрьская                                            |                                                                      | Россия                               |
| 2024 г.                                    | Диплом жюри «АртдокСеть»                                                                                                   | Доярка-иноагент                                            | Ирина Шихман, Никита Лойк                                                       | А поговорить?                                                        | Россия                               |
| 2024 г.                                    | Главный приз «Балтийский фокус»                                                                                            | Когда-то мы были шахтёрами                                 | Кристиан Йоханнес Кох, Йонас Матушек                                            | Elemag Pictures GbR                                                  | Германия, Швейцария                  |
| 2024 г.                                    | Лучшая режиссура «Балтийский фокус»                                                                                        | Вика!                                                      | Агнешка Звефка                                                                  | MY WAY STUDIO                                                        | Польша, Германия, Финляндия          |
| 2024 г.                                    | Специальный приз жюри «Балтийский фокус»                                                                                   | Могильщики                                                 | Иварс Звиедрис                                                                  | Dokumentālists                                                       | Латвия                               |
| 2025 г.                                    | Гран-при | Миссия 200                                                 | Владимир Сидько                                                                 | LLC Ideas Bank                                                       | Украина                              |
| 2025 г.                                    | Лучшая режиссёрская работа                                                                                                 | Всё должно жить                                            | Татьяна Дородницына, Андрей Литвиненко                                          | Aura Films                                                           | Польша, Украина                      |
| 2025 г.                                    | Специальный приз жюри | Близкие                                                    | Вера Кричевская                                                                 | Six Days Film                                                        | Великобритания                       |
| 2025 г.                                    | Особое упоминание жюри | Возвращение киномеханика                                   | Орхан Агазаде                                                                   | Kidam, Lichtblick films                                              | Азербайджан, Франция, Германия       |
| 2025 г.                                    | Гран-при «АртдокСеть» | Плен                                                       | Екатерина Фомина                                                                | Телеканал «Дождь»                                                    | Нидерланды                           |
| 2025 г.                                    | Лучшая режиссура «АртдокСеть»                                                                                              | Ради чего я плыл против течения                            | Игорь Садреев                                                                   | Narra UG                                                             | Германия                             |
| 2025 г.                                    | Специальный приз жюри «АртдокСеть»                                                                                         | Таблетка от себя                                           | Никита Лойк                                                                     | Media Loft                                                           | Россия, Португалия, Нидерланды       |
| 2025 г.                                    | Диплом жюри «АртдокСеть»                                                                                                   | «В моём доме живёт смерть». История одной битвы в Угледаре | Андрей Горянов, Виктория Аракелян, Татьяна Преображенская                       | Би-би-си                                                             | Великобритания                       |
| 2025 г.                                    | Главный приз «Балтийский фокус»                                                                                            | Поезда                                                     | Мачей Дрыгас                                                                    | Drygas Film Production                                               | Польша, Литва                        |
| 2025 г.                                    | Лучшая режиссура «Балтийский фокус»                                                                                        | После войны                                                | Биргитте Стермозе                                                               | Magic Hour Films, Kabineti, Vilda Bomben, Bufo                       | Дания, Косово, Швеция, Финляндия     |
| 2025 г.                                    | Специальный приз жюри «Балтийский фокус»                                                                                   | Мгновение до                                               | Александр Гребнев                                                               | Deep sea studios LV                                                  | Латвия                               |